# Ferdinand de Saussure
Ferdinand de Saussure (Genève, 26 november 1857 - Vufflens-le-Château, 22 februari 1913) was een Zwitserse taalwetenschapper die de basis legde voor de huidige taalkunde.

## Biografie
In 1879 suggereerde hij in een artikel over de Indo-Europese klankinventaris dat lange klinkers in het Proto-Indo-Europees het gevolg waren van tot dan toe onbekende elementen, die hij coefficients sonantiques noemde. Het bestaan van deze elementen werd door verder onderzoek aannemelijker, en later door bewijsmateriaal uit het Hettitisch zelfs bevestigd, en vormde zo de basis voor de laryngaaltheorie.
Van 1906 tot 1911 doceerde Saussure in Genève een nieuwe, systematische benadering van taal. Hij werkte zijn theorie echter nooit volledig uit; deze taak werd na zijn dood ondernomen door zijn studenten Charles Bally en Albert Sechehaye. Op basis van collegeaantekeningen stelden zij Cours de linguistique générale samen, dat in 1916 gepubliceerd werd. Hoe nauwkeurig dit werk Saussures eigen theorie weergeeft en wat moet worden beschouwd als interpretatie door de samenstellers, is niet meer met zekerheid vast te stellen.

## Werk

### Langue et parole
Centraal in de Cours de linguistique générale staat het onderscheid tussen la parole enerzijds en la langue anderzijds. Onder la langue verstaat Saussure een systeem of structuur van talige tekens die voor iedereen dezelfde betekenis hebben, terwijl parole bestaat uit alle concrete taaluitingen van individuele sprekers. Saussure betoogde dat de taalkunde la langue als onderzoeksterrein moest nemen en dus niet het zeer aan verandering onderhevige taalgebruik. Indien het parole (taalgebruik) wordt bestudeerd, dan steeds in verhouding tot het tekensysteem. Het tekensysteem van taal bestaat uit tekens die over het algemeen symbolisch en dus volkomen arbitrair zijn. Daarnaast introduceerde hij het neologisme langage om het algemene taalvermogen van de mens mee aan te duiden. De concrete taaluitingen zijn uiteraard relevant, aangezien zij de basis vormen voor het abstracte taalsysteem (de langue).
Taal, of langage, bestaat voor Saussure dus in de verhouding langue/parole, zonder evenwel een van deze twee te willen verwaarlozen. Taal is onderhevig aan diachrone verandering en betekenisrelaties dienen dus dynamisch te worden opgevat. Zij veranderen doorheen de tijd. Een analyse van de evolutie in betekenis van bepaalde taalelementen doorheen de tijd, noemt men diachroon. Een analyse van een taalsysteem op een gegeven moment in de tijd noemt men synchroon. Omwille van de grote veranderlijkheid van taalgebruik (parole) legde Saussure zich in zijn studie vooral toe op de taalstructuren (langue). Het pragmatische aspect van taal (parole) ontleedt Saussure simpelweg als een boodschap die door een zender gecodeerd wordt – met name dus via de parole – en door een ontvanger opnieuw via een algemene structuur – langue – gedecodeerd. Saussures visie op communicatie was met andere woorden erg mechanisch van aard, en dit vormt een van de voornaamste kritieken op zijn theorieën.

### Structuralisme
Door zijn nadruk op langue (taalstructuur) legde Saussure de basis voor de moderne structuralistische taalkunde, en vond, althans wat zijn conceptuele voorstelling van de taal betrof, veel navolging in zowel functionele als generativistische hoek. Met name Chomsky hanteert in sommige werken een onderscheid dat doet denken aan het paar langue – parole (bij Chomsky: competence – performance of I-language – E-language).

## Teken als binaire eenheid
Saussure maakt een binaire of tweedelige indeling van het teken: signifiant en signifié. Het teken in zijn geheel (tekeneenheid) verwijst naar een buitentalige referent, naar een object in de werkelijkheid. Wat Saussure de betekenaar of significant (signifiant) noemt, is het concreet gerealiseerde teken (de uiterlijke vorm). De referent of significaat (signifié) is het mentale concept waarnaar de betekenaar/significant verwijst. De betekenis van het teken dient te worden onderscheiden van de buitentalige referent. Het is Saussure niet om de dingen in de wereld te doen, maar om de begrippen die in de langage aanwezig zijn. Betekenaar en betekenis vormen samen als tekeneenheid het basiselement van zijn taalkunde. Deze twee delen van het teken zijn voor hem even onscheidbaar als de twee zijden van een blad papier.
Hierbij moet rekening gehouden worden met het feit dat de signifié bepaald wordt door zowel de context, de taalgebruiker, de tijd als de code. Voorbeeld:
Het woord/teken 'socialist' heeft voor de 20e-eeuwse (tijd) Amerikaan genaamd James (taalgebruiker) een heel andere betekenis dan voor een bepaalde Rus genaamd Boris (taalgebruiker) die opgroeide in het communisme (context). Het betekenisverschil komt voor een groot deel doordat ze in een verschillende context leven en hebben geleefd (denk bijvoorbeeld aan de vroegere spanningen tussen Verenigde Staten en de voormalige Sovjet-Unie).